# Cronophobia
Cronophobia es un disco de Asfalto, lanzado en 1984 y producido por el mismo grupo. El disco se grabó en los Estudios Trak de Madrid entre 1983 y 1984. Este fue el último trabajo de Miguel Oñate con la banda. En este tanto, todos los miembros componen y participan en los temas, siendo Julio Castejón quien más temas aporta al disco. El disco fue muy exitoso dentro del circuito roquero de España.

## Canciones
1. Nada, Nadie, Nunca (Kelly Freire - Miguel Oñate), 4:09.
2. Es Nuestro Momento (Julio Castejón), 3:40.
3. Desaparecido (Julio Castejón), 3:58.
4. Frente al Espejo (Jorge G. Banegas - Miguel Oñate), 4:09.
5. Contrarreloj (Guny - Miguel Oñate), 3:42.
6. El Regreso (Julio Castejón), 5:45.
7. Que siga el Show (Jorge G. Banegas), 4:11.
8. Buffalo Vil (Jorge G. Banegas - Miguel Oñate), 5:13.
9. Secuestro Legal (Julio Castejón), 4:15.

## Formación en el disco
- Julio Castejón, Guitarras y coros.
- Miguel Oñate, Voz.
- Jorge G. Banegas, Teclados.
- José Ramón Pérez Guny, Bajo.
- Enrique Cajide, Batería.

- Datos: Q5792158